# Živá oslabená vakcína proti chřipce
Živá oslabená vakcína proti chřipce je typ vakcíny proti chřipce ve formě nosního spreje, který se doporučuje používat k prevenci proti chřipce. V červnu 2016 Centrum pro kontrolu a prevenci nemocí (CDC) přestalo doporučovat použití vakcíny, protože se zdálo, že se její účinnost v letech 2013 až 2016 snížila, ale toto doporučení bylo v únoru 2018 zrušeno – kvůli chřipkové sezóně 2018–2019.
Na rozdíl od většiny vakcín proti chřipce, které jsou inaktivovanými vakcínami, se jedná o oslabenou vakcínu. Vakcína se podává intranazálně, zatímco inaktivované vakcíny se podávají intramuskulární injekcí. Prodává se pod obchodním názvem FluMist Quadrivalent ve Spojených státech a pod obchodním názvem Fluenz Tetra v Evropské unii. FluMist byl poprvé představen v roce 2003 společností MedImmune.

## Použití vakcíny
V roce 2016 CDC doporučilo, aby se tato vakcína pro chřipkovou sezónu 2016–2017 nepoužívala a místo toho se použil jiný typ vakcíny proti chřipce. To bylo způsobeno špatnou účinností tohoto typu vakcíny v letech 2013 až 2016, přičemž v období 2015–2016 byla vakcína označena jako neúčinná. Přezkum z roku 2018 zjistil, že vakcína zabraňuje chřipce přibližně u jednoho ze sedmi dětí mladších šesti let, kterým je vakcína podávána. Věřilo se, že tato vakcína poskytuje o 50 % vyšší ochranu v prevenci proti chřipce, než klasické očkování proti chřipce u mladších dětí. U dětí mladších dvou let však byly důkazy nejasné. Není známo, proč dochází ke snížení účinnosti.
V únoru 2018 však Poradní výbor CDC pro imunizační postupy (ACIP) obnovil používání vakcíny pro chřipkovou sezónu 2018–2019. Inaktivované a rekombinantní vakcíny proti chřipce již nejsou výborem ACIP před touto vakcínou preferovány.

### Kontraindikace
Použití vakcíny je kontraindikováno, a proto by se neměla používat u následujících lidí:
- děti do 24 měsíců kvůli zvýšenému riziku sípání[11]
- osoby s anamnézou přecitlivělosti na předchozí očkování proti chřipce.[11]
- osoby s anamnézou přecitlivělosti, zejména anafylaktických reakcí, na vejce, vaječné bílkoviny, gentamicin, želatinu nebo arginin nebo na kteroukoli jinou složku vakcíny[11]
- Lidé se zdravotním stavem, který je vystavuje vysokému riziku komplikací chřipky, včetně pacientů s chronickým onemocněním srdce nebo plic, jako je astma nebo reaktivní onemocnění dýchacích cest[12]
- Lidé se zdravotními problémy, jako je cukrovka nebo selhání ledvin nebo lidé s nemocemi, které oslabují imunitní systém, nebo kteří užívají léky, které mohou imunitní systém oslabit[12]
- Děti mladší 5 let s anamnézou opakujícího se výskytu sípání[12]
- Děti nebo dospívající užívající aspirin[12]
- Lidé s anamnézou Guillain-Barré syndromu, vzácné poruchy nervového systému[12]
- Těhotné ženy[12]
- Lidé, kteří mají těžkou alergii na slepičí vejce nebo kteří jsou alergičtí na kteroukoli složku vakcíny nosního spreje.[12]

## Výroba
Živá atenuovaná vakcína je založena na kmeni chřipky, který nezpůsobuje onemocnění, který se dobře replikuje při relativně nízkých teplotách (asi 25 °C, pro účely inkubace) a špatně se replikuje při tělesné teplotě (což minimalizuje riziko pro člověka). Geny, které kódují povrchové proteiny (cílené antigeny), jsou kombinovány s tímto hostitelem pomocí genetického přeskupení z kmenů, o kterých se předpokládá, že se budou v nadcházejících měsících široce vyskytovat mezi populací. Výsledné viry jsou pak inkubovány ve slepičích vejcích a buňkách kuřecích ledvin. Pro výrobu chlazené verze je virus purifikován v odstředivkách přes sacharózový gradient, poté zabalen se sacharózou, fosfátem, glutamátem, argininem a želatinou vyrobenou z prasat, která byla hydrolyzována kyselinou.

## Rizika
I když je virus v LAIV oslabený (nízká virulence), stále je to živý virus a může způsobit infekci s komplikacemi u lidí s oslabeným imunitním systémem nebo jinými základními zdravotními stavy. LAIV se doporučuje pouze osobám ve věku 2–49 let. Lidé s oslabeným imunitním systémem, těhotné ženy a lidé s určitými chronickými onemocněními nejsou vhodnými kandidáty pro podání LAIV. Naproti tomu vakcíny s inaktivovaným virem neobsahují žádný živý virus a nemohou způsobit živou infekci. Osoby užívající LAIV mohou během prvního týdne vylučovat malá množství vakcinačního viru. Osoby přicházející do kontaktu s očkovanou osobou nejsou považovány za rizikové, pokud není jejich imunitní systém vážně oslaben (například příjemci transplantace kostní dřeně). Je také možná rekombinace s jinými (divokými nebo živými vakcínovými) kmeny chřipky.

## Historie
FluMist původně vyvinul Hunein „John“ Maassab, profesor epidemiologie na Michiganské univerzitě z oddělení školy veřejného zdraví v Ann Arboru v Michigan. Později jako společnost Aviron z Mountain View, Kalifornie, pod záštitou National Institutes of Health (NIH) v polovině 90. let. MedImmune, Inc. koupil Aviron v roce 2002 a americký úřad pro kontrolu potravin a léčiv (FDA) schválil FluMist v červnu 2003. FluMist byl poprvé dostupný veřejnosti v září 2003.
FDA původně schválil FluMist pouze pro zdravé lidi ve věku 5 až 49 let kvůli obavám z možných vedlejších účinků. V listopadu 2021 je FluMist schválena a doporučena pro zdravé děti ve věku 24 měsíců a starší. FDA schválil nynější nezmraženou chlazenou verzi pro stejnou věkovou skupinu (5–49 let) v srpnu 2006 po dokončení klinických studií fáze III.
Verze vakcíny proti chřipce adaptovaná na chlad se nazývá CAIV-T. Je stabilní pro skladování v chladničce a nevyžaduje skladování v mrazáku, jak tomu bylo u původně schválené verze. Verze schválená pro chřipkovou sezónu 2007-2008 (chlazené složení) může být distribuována ekonomičtěji, takže cenový rozdíl mezi vakcínami (který brzdil prodej původní mražené verze FluMist) je nyní z velké části odstraněn. FluMist měla zpočátku vyšší cenu než injekční vakcíny. Navzdory nedostatku vakcín proti chřipce na podzim 2004 se však prodalo pouze 500 000 ze čtyř milionů dávek, které byly vyrobeny během prvního roku firmy na trhu.[nedostupný zdroj] Cena byla další rok razantně snížena a společnost oznámila distribuci 1,6 milionu dávek v roce 2005. Kvůli poklesu ceny, přestože se v roce 2005 prodalo téměř trojnásobek dávek, společnost vykázala tržby za FluMist ve výši 21 milionů USD ve srovnání s 48 miliony USD v předchozím roce. Než došlo ke snížení ceny, muselo se počkat na schválení FDA verze FluMist chlazenou v chladničce, protože původní verze vyžadovala před podáním skladování v mrazničce a rozmrazování. Přestože se jedná o produkt, za který si může člověk připlatit, zisk za aplikaci vakcíny FluMist není pro firmu nijak velký.
Regulační cesta FDA pro FluMist byla navržena jako možný precedens pro fágovou terapii.

## Společnost a kultura
MedImmune je firma, která vyrábí LAIV, který prodává pod obchodním názvem „FluMist“ ve Spojených státech a „Fluenz Tetra“ v Evropě. Pro chřipkovou sezónu 2010–2011 byla FluMist jediným LAIV schváleným FDA pro použití v USA. Všechny ostatní šarže schválené FDA byly inaktivované virové vakcíny. V září 2009 byla schválena intranazální vakcína LAIV pro nový virus chřipky H1N1 a sezónní intranazální vakcína byla schválena Evropskou lékovou agenturou (EMA) pro použití v Evropské unii v roce 2011. Čtyřvalentní verze byla schválena pro použití v Evropské unii v roce 2013.
Od roku 2007 byla jedinou další společností, která měla práva na vakcínu LAIV, australská společnost BioDiem. Společnost BioDiem licencovala práva na soukromou výrobu vakcíny v Číně společnosti Changchun BCHT Biotechnology, která také vlastní veřejná práva na výrobu v Číně se sublicencováním od Světové zdravotnické organizace. BCHT plánovala uvést na trh trivalentní vakcínu LAIV proti chřipce H1N1 do konce roku 2016.[nedostupný zdroj] Vakcína proti chřipce BCHT je jedním z několika kandidátů na předkvalifikaci WHO v blízké budoucnosti,[nedostupný zdroj] což odráží posun priorit čínského trhu z velkého domácího trhu na export. BioDiem také poskytl licenci na výrobu organizaci Serum Institute of India, která je držitelem exkluzivních licencí na výrobu v Mexiku, Argentině, Peru, Jižní Africe, Bangladéši, Bhútánu, Nepálu, Pákistánu a na Srí Lance a Thajské vládní farmaceutické organizaci. Byla to první a (od roku 2007) jediná živá atenuovaná vakcína proti chřipce dostupná mimo Evropu. V září 2009 byla schválena intranazální vakcína LAIV pro nový virus chřipky H1N1. V roce 2011 byla vakcína schválena Evropskou lékovou agenturou (EMA) pro použití v Evropské unii pod názvem Fluenz.
AstraZeneca převzala MedImmune a následně stáhla obchodní název MedImmune.

## Výzkum
FluMist je navržen tak, aby byl rychle modifikovatelný pro aktuální povrchové antigeny sezónní chřipky. Modifikovatelnost by také mohla umožnit její rychlé přizpůsobení jako vakcínu proti pandemické chřipce, pokud by se nějaká objevila. Ve světle globálního rozšíření H5N1 začala předběžná příprava na snížení lidské úmrtnosti v případě pandemie H5N1. Modifikace FluMist jako opatření proti potenciální lidské variantě H5N1 je zahrnuta mezi studiemi.
V červnu 2006 Národní institut zdraví (NIH) začal shánět účastníky studie fáze 1 H5N1 pro použití intranazální kandidátní vakcíny proti chřipce na základě Medimmune živé, oslabené vakcíny.
V září 2006 NIH NIAID oznámila, že očkování vakcínou FluMist modifikovanou tak, aby představovala povrchové antigeny určitých variant H5N1, poskytlo širokou ochranu proti jiným variantám H5N1 na myších a fretkách. Ve studii z roku 2009 bylo zjištěno, že oslabené živé viry chrání proti H5N1 u myší a kuřat.
I když raná práce se zaměřuje na hrozící hrozbu H5N1, má tým CDC vedený Kantem Subbaraem a dalšími v úmyslu nakonec připravit a uložit povrchové antigeny pro všechny známé kmeny chřipky. Aby byly připravené k naroubování na základní oslabený jádrový virus FluMist, kdykoli by se mohla objevit pandemická hrozba.
"Několik studií uvedlo, že LAIV mohou posílit virově specifické CTL, stejně jako slizniční a sérové protilátky a poskytnout širokou ochranu proti heterologním virům lidské chřipky A." (58, 59) „Vakcíny indukující s heterosubtypickými T buňkami skrz imunitu mohou poskytnout širokou ochranu proti ptačím a lidským virům chřipky.“